# Centrorhynchus clitorideus
Centrorhynchus clitorideus är en hakmaskart som först beskrevs av Meyer 1931.  Centrorhynchus clitorideus ingår i släktet Centrorhynchus och familjen Centrorhynchidae. Inga underarter finns listade i Catalogue of Life.